# Пароша тема
Те́ма Па́роша — тема в шаховій композиції. Суть теми — в механізмі подвійного клапана проходить чергування відкриття і перекриття ліній.

## Історія
Ідею запропонував у 1935 році угорський шаховий композитор Дьєрдь Парош (справжнє прізвище Schlégl) (28.04.1910 — 17.12.1975).
В задачі, як мінімум в двох варіантах, реалізовується подвійний клапан, але при цьому проходить чергування стратегічних моментів — в першому тематичному варіанті відкривається перша лінія і перекривається друга лінія, а в другому варіанті друга лінія відкривається і перекривається перша.
Ідея дістала назву — тема Пароша.
|   | a | b | c | d | e | f | g | h |   |
| 8 | a8 чорний слон · d8 білий кінь · c7 чорний пішак · c6 чорний пішак · d6 чорний король · e6 білий пішак · f6 білий ферзь · a5 біла тура · b5 білий пішак · e5 чорний кінь · f5 чорний кінь · d3 чорний ферзь · g3 білий кінь · h3 білий король · e2 чорна тура · g2 білий слон · d1 біла тура · f1 чорна тура · g1 білий слон | a8 чорний слон · d8 білий кінь · c7 чорний пішак · c6 чорний пішак · d6 чорний король · e6 білий пішак · f6 білий ферзь · a5 біла тура · b5 білий пішак · e5 чорний кінь · f5 чорний кінь · d3 чорний ферзь · g3 білий кінь · h3 білий король · e2 чорна тура · g2 білий слон · d1 біла тура · f1 чорна тура · g1 білий слон | a8 чорний слон · d8 білий кінь · c7 чорний пішак · c6 чорний пішак · d6 чорний король · e6 білий пішак · f6 білий ферзь · a5 біла тура · b5 білий пішак · e5 чорний кінь · f5 чорний кінь · d3 чорний ферзь · g3 білий кінь · h3 білий король · e2 чорна тура · g2 білий слон · d1 біла тура · f1 чорна тура · g1 білий слон | a8 чорний слон · d8 білий кінь · c7 чорний пішак · c6 чорний пішак · d6 чорний король · e6 білий пішак · f6 білий ферзь · a5 біла тура · b5 білий пішак · e5 чорний кінь · f5 чорний кінь · d3 чорний ферзь · g3 білий кінь · h3 білий король · e2 чорна тура · g2 білий слон · d1 біла тура · f1 чорна тура · g1 білий слон | a8 чорний слон · d8 білий кінь · c7 чорний пішак · c6 чорний пішак · d6 чорний король · e6 білий пішак · f6 білий ферзь · a5 біла тура · b5 білий пішак · e5 чорний кінь · f5 чорний кінь · d3 чорний ферзь · g3 білий кінь · h3 білий король · e2 чорна тура · g2 білий слон · d1 біла тура · f1 чорна тура · g1 білий слон | a8 чорний слон · d8 білий кінь · c7 чорний пішак · c6 чорний пішак · d6 чорний король · e6 білий пішак · f6 білий ферзь · a5 біла тура · b5 білий пішак · e5 чорний кінь · f5 чорний кінь · d3 чорний ферзь · g3 білий кінь · h3 білий король · e2 чорна тура · g2 білий слон · d1 біла тура · f1 чорна тура · g1 білий слон | a8 чорний слон · d8 білий кінь · c7 чорний пішак · c6 чорний пішак · d6 чорний король · e6 білий пішак · f6 білий ферзь · a5 біла тура · b5 білий пішак · e5 чорний кінь · f5 чорний кінь · d3 чорний ферзь · g3 білий кінь · h3 білий король · e2 чорна тура · g2 білий слон · d1 біла тура · f1 чорна тура · g1 білий слон | a8 чорний слон · d8 білий кінь · c7 чорний пішак · c6 чорний пішак · d6 чорний король · e6 білий пішак · f6 білий ферзь · a5 біла тура · b5 білий пішак · e5 чорний кінь · f5 чорний кінь · d3 чорний ферзь · g3 білий кінь · h3 білий король · e2 чорна тура · g2 білий слон · d1 біла тура · f1 чорна тура · g1 білий слон | 8 |
| 7 | a8 чорний слон · d8 білий кінь · c7 чорний пішак · c6 чорний пішак · d6 чорний король · e6 білий пішак · f6 білий ферзь · a5 біла тура · b5 білий пішак · e5 чорний кінь · f5 чорний кінь · d3 чорний ферзь · g3 білий кінь · h3 білий король · e2 чорна тура · g2 білий слон · d1 біла тура · f1 чорна тура · g1 білий слон | a8 чорний слон · d8 білий кінь · c7 чорний пішак · c6 чорний пішак · d6 чорний король · e6 білий пішак · f6 білий ферзь · a5 біла тура · b5 білий пішак · e5 чорний кінь · f5 чорний кінь · d3 чорний ферзь · g3 білий кінь · h3 білий король · e2 чорна тура · g2 білий слон · d1 біла тура · f1 чорна тура · g1 білий слон | a8 чорний слон · d8 білий кінь · c7 чорний пішак · c6 чорний пішак · d6 чорний король · e6 білий пішак · f6 білий ферзь · a5 біла тура · b5 білий пішак · e5 чорний кінь · f5 чорний кінь · d3 чорний ферзь · g3 білий кінь · h3 білий король · e2 чорна тура · g2 білий слон · d1 біла тура · f1 чорна тура · g1 білий слон | a8 чорний слон · d8 білий кінь · c7 чорний пішак · c6 чорний пішак · d6 чорний король · e6 білий пішак · f6 білий ферзь · a5 біла тура · b5 білий пішак · e5 чорний кінь · f5 чорний кінь · d3 чорний ферзь · g3 білий кінь · h3 білий король · e2 чорна тура · g2 білий слон · d1 біла тура · f1 чорна тура · g1 білий слон | a8 чорний слон · d8 білий кінь · c7 чорний пішак · c6 чорний пішак · d6 чорний король · e6 білий пішак · f6 білий ферзь · a5 біла тура · b5 білий пішак · e5 чорний кінь · f5 чорний кінь · d3 чорний ферзь · g3 білий кінь · h3 білий король · e2 чорна тура · g2 білий слон · d1 біла тура · f1 чорна тура · g1 білий слон | a8 чорний слон · d8 білий кінь · c7 чорний пішак · c6 чорний пішак · d6 чорний король · e6 білий пішак · f6 білий ферзь · a5 біла тура · b5 білий пішак · e5 чорний кінь · f5 чорний кінь · d3 чорний ферзь · g3 білий кінь · h3 білий король · e2 чорна тура · g2 білий слон · d1 біла тура · f1 чорна тура · g1 білий слон | a8 чорний слон · d8 білий кінь · c7 чорний пішак · c6 чорний пішак · d6 чорний король · e6 білий пішак · f6 білий ферзь · a5 біла тура · b5 білий пішак · e5 чорний кінь · f5 чорний кінь · d3 чорний ферзь · g3 білий кінь · h3 білий король · e2 чорна тура · g2 білий слон · d1 біла тура · f1 чорна тура · g1 білий слон | a8 чорний слон · d8 білий кінь · c7 чорний пішак · c6 чорний пішак · d6 чорний король · e6 білий пішак · f6 білий ферзь · a5 біла тура · b5 білий пішак · e5 чорний кінь · f5 чорний кінь · d3 чорний ферзь · g3 білий кінь · h3 білий король · e2 чорна тура · g2 білий слон · d1 біла тура · f1 чорна тура · g1 білий слон | 7 |
| 6 | a8 чорний слон · d8 білий кінь · c7 чорний пішак · c6 чорний пішак · d6 чорний король · e6 білий пішак · f6 білий ферзь · a5 біла тура · b5 білий пішак · e5 чорний кінь · f5 чорний кінь · d3 чорний ферзь · g3 білий кінь · h3 білий король · e2 чорна тура · g2 білий слон · d1 біла тура · f1 чорна тура · g1 білий слон | a8 чорний слон · d8 білий кінь · c7 чорний пішак · c6 чорний пішак · d6 чорний король · e6 білий пішак · f6 білий ферзь · a5 біла тура · b5 білий пішак · e5 чорний кінь · f5 чорний кінь · d3 чорний ферзь · g3 білий кінь · h3 білий король · e2 чорна тура · g2 білий слон · d1 біла тура · f1 чорна тура · g1 білий слон | a8 чорний слон · d8 білий кінь · c7 чорний пішак · c6 чорний пішак · d6 чорний король · e6 білий пішак · f6 білий ферзь · a5 біла тура · b5 білий пішак · e5 чорний кінь · f5 чорний кінь · d3 чорний ферзь · g3 білий кінь · h3 білий король · e2 чорна тура · g2 білий слон · d1 біла тура · f1 чорна тура · g1 білий слон | a8 чорний слон · d8 білий кінь · c7 чорний пішак · c6 чорний пішак · d6 чорний король · e6 білий пішак · f6 білий ферзь · a5 біла тура · b5 білий пішак · e5 чорний кінь · f5 чорний кінь · d3 чорний ферзь · g3 білий кінь · h3 білий король · e2 чорна тура · g2 білий слон · d1 біла тура · f1 чорна тура · g1 білий слон | a8 чорний слон · d8 білий кінь · c7 чорний пішак · c6 чорний пішак · d6 чорний король · e6 білий пішак · f6 білий ферзь · a5 біла тура · b5 білий пішак · e5 чорний кінь · f5 чорний кінь · d3 чорний ферзь · g3 білий кінь · h3 білий король · e2 чорна тура · g2 білий слон · d1 біла тура · f1 чорна тура · g1 білий слон | a8 чорний слон · d8 білий кінь · c7 чорний пішак · c6 чорний пішак · d6 чорний король · e6 білий пішак · f6 білий ферзь · a5 біла тура · b5 білий пішак · e5 чорний кінь · f5 чорний кінь · d3 чорний ферзь · g3 білий кінь · h3 білий король · e2 чорна тура · g2 білий слон · d1 біла тура · f1 чорна тура · g1 білий слон | a8 чорний слон · d8 білий кінь · c7 чорний пішак · c6 чорний пішак · d6 чорний король · e6 білий пішак · f6 білий ферзь · a5 біла тура · b5 білий пішак · e5 чорний кінь · f5 чорний кінь · d3 чорний ферзь · g3 білий кінь · h3 білий король · e2 чорна тура · g2 білий слон · d1 біла тура · f1 чорна тура · g1 білий слон | a8 чорний слон · d8 білий кінь · c7 чорний пішак · c6 чорний пішак · d6 чорний король · e6 білий пішак · f6 білий ферзь · a5 біла тура · b5 білий пішак · e5 чорний кінь · f5 чорний кінь · d3 чорний ферзь · g3 білий кінь · h3 білий король · e2 чорна тура · g2 білий слон · d1 біла тура · f1 чорна тура · g1 білий слон | 6 |
| 5 | a8 чорний слон · d8 білий кінь · c7 чорний пішак · c6 чорний пішак · d6 чорний король · e6 білий пішак · f6 білий ферзь · a5 біла тура · b5 білий пішак · e5 чорний кінь · f5 чорний кінь · d3 чорний ферзь · g3 білий кінь · h3 білий король · e2 чорна тура · g2 білий слон · d1 біла тура · f1 чорна тура · g1 білий слон | a8 чорний слон · d8 білий кінь · c7 чорний пішак · c6 чорний пішак · d6 чорний король · e6 білий пішак · f6 білий ферзь · a5 біла тура · b5 білий пішак · e5 чорний кінь · f5 чорний кінь · d3 чорний ферзь · g3 білий кінь · h3 білий король · e2 чорна тура · g2 білий слон · d1 біла тура · f1 чорна тура · g1 білий слон | a8 чорний слон · d8 білий кінь · c7 чорний пішак · c6 чорний пішак · d6 чорний король · e6 білий пішак · f6 білий ферзь · a5 біла тура · b5 білий пішак · e5 чорний кінь · f5 чорний кінь · d3 чорний ферзь · g3 білий кінь · h3 білий король · e2 чорна тура · g2 білий слон · d1 біла тура · f1 чорна тура · g1 білий слон | a8 чорний слон · d8 білий кінь · c7 чорний пішак · c6 чорний пішак · d6 чорний король · e6 білий пішак · f6 білий ферзь · a5 біла тура · b5 білий пішак · e5 чорний кінь · f5 чорний кінь · d3 чорний ферзь · g3 білий кінь · h3 білий король · e2 чорна тура · g2 білий слон · d1 біла тура · f1 чорна тура · g1 білий слон | a8 чорний слон · d8 білий кінь · c7 чорний пішак · c6 чорний пішак · d6 чорний король · e6 білий пішак · f6 білий ферзь · a5 біла тура · b5 білий пішак · e5 чорний кінь · f5 чорний кінь · d3 чорний ферзь · g3 білий кінь · h3 білий король · e2 чорна тура · g2 білий слон · d1 біла тура · f1 чорна тура · g1 білий слон | a8 чорний слон · d8 білий кінь · c7 чорний пішак · c6 чорний пішак · d6 чорний король · e6 білий пішак · f6 білий ферзь · a5 біла тура · b5 білий пішак · e5 чорний кінь · f5 чорний кінь · d3 чорний ферзь · g3 білий кінь · h3 білий король · e2 чорна тура · g2 білий слон · d1 біла тура · f1 чорна тура · g1 білий слон | a8 чорний слон · d8 білий кінь · c7 чорний пішак · c6 чорний пішак · d6 чорний король · e6 білий пішак · f6 білий ферзь · a5 біла тура · b5 білий пішак · e5 чорний кінь · f5 чорний кінь · d3 чорний ферзь · g3 білий кінь · h3 білий король · e2 чорна тура · g2 білий слон · d1 біла тура · f1 чорна тура · g1 білий слон | a8 чорний слон · d8 білий кінь · c7 чорний пішак · c6 чорний пішак · d6 чорний король · e6 білий пішак · f6 білий ферзь · a5 біла тура · b5 білий пішак · e5 чорний кінь · f5 чорний кінь · d3 чорний ферзь · g3 білий кінь · h3 білий король · e2 чорна тура · g2 білий слон · d1 біла тура · f1 чорна тура · g1 білий слон | 5 |
| 4 | a8 чорний слон · d8 білий кінь · c7 чорний пішак · c6 чорний пішак · d6 чорний король · e6 білий пішак · f6 білий ферзь · a5 біла тура · b5 білий пішак · e5 чорний кінь · f5 чорний кінь · d3 чорний ферзь · g3 білий кінь · h3 білий король · e2 чорна тура · g2 білий слон · d1 біла тура · f1 чорна тура · g1 білий слон | a8 чорний слон · d8 білий кінь · c7 чорний пішак · c6 чорний пішак · d6 чорний король · e6 білий пішак · f6 білий ферзь · a5 біла тура · b5 білий пішак · e5 чорний кінь · f5 чорний кінь · d3 чорний ферзь · g3 білий кінь · h3 білий король · e2 чорна тура · g2 білий слон · d1 біла тура · f1 чорна тура · g1 білий слон | a8 чорний слон · d8 білий кінь · c7 чорний пішак · c6 чорний пішак · d6 чорний король · e6 білий пішак · f6 білий ферзь · a5 біла тура · b5 білий пішак · e5 чорний кінь · f5 чорний кінь · d3 чорний ферзь · g3 білий кінь · h3 білий король · e2 чорна тура · g2 білий слон · d1 біла тура · f1 чорна тура · g1 білий слон | a8 чорний слон · d8 білий кінь · c7 чорний пішак · c6 чорний пішак · d6 чорний король · e6 білий пішак · f6 білий ферзь · a5 біла тура · b5 білий пішак · e5 чорний кінь · f5 чорний кінь · d3 чорний ферзь · g3 білий кінь · h3 білий король · e2 чорна тура · g2 білий слон · d1 біла тура · f1 чорна тура · g1 білий слон | a8 чорний слон · d8 білий кінь · c7 чорний пішак · c6 чорний пішак · d6 чорний король · e6 білий пішак · f6 білий ферзь · a5 біла тура · b5 білий пішак · e5 чорний кінь · f5 чорний кінь · d3 чорний ферзь · g3 білий кінь · h3 білий король · e2 чорна тура · g2 білий слон · d1 біла тура · f1 чорна тура · g1 білий слон | a8 чорний слон · d8 білий кінь · c7 чорний пішак · c6 чорний пішак · d6 чорний король · e6 білий пішак · f6 білий ферзь · a5 біла тура · b5 білий пішак · e5 чорний кінь · f5 чорний кінь · d3 чорний ферзь · g3 білий кінь · h3 білий король · e2 чорна тура · g2 білий слон · d1 біла тура · f1 чорна тура · g1 білий слон | a8 чорний слон · d8 білий кінь · c7 чорний пішак · c6 чорний пішак · d6 чорний король · e6 білий пішак · f6 білий ферзь · a5 біла тура · b5 білий пішак · e5 чорний кінь · f5 чорний кінь · d3 чорний ферзь · g3 білий кінь · h3 білий король · e2 чорна тура · g2 білий слон · d1 біла тура · f1 чорна тура · g1 білий слон | a8 чорний слон · d8 білий кінь · c7 чорний пішак · c6 чорний пішак · d6 чорний король · e6 білий пішак · f6 білий ферзь · a5 біла тура · b5 білий пішак · e5 чорний кінь · f5 чорний кінь · d3 чорний ферзь · g3 білий кінь · h3 білий король · e2 чорна тура · g2 білий слон · d1 біла тура · f1 чорна тура · g1 білий слон | 4 |
| 3 | a8 чорний слон · d8 білий кінь · c7 чорний пішак · c6 чорний пішак · d6 чорний король · e6 білий пішак · f6 білий ферзь · a5 біла тура · b5 білий пішак · e5 чорний кінь · f5 чорний кінь · d3 чорний ферзь · g3 білий кінь · h3 білий король · e2 чорна тура · g2 білий слон · d1 біла тура · f1 чорна тура · g1 білий слон | a8 чорний слон · d8 білий кінь · c7 чорний пішак · c6 чорний пішак · d6 чорний король · e6 білий пішак · f6 білий ферзь · a5 біла тура · b5 білий пішак · e5 чорний кінь · f5 чорний кінь · d3 чорний ферзь · g3 білий кінь · h3 білий король · e2 чорна тура · g2 білий слон · d1 біла тура · f1 чорна тура · g1 білий слон | a8 чорний слон · d8 білий кінь · c7 чорний пішак · c6 чорний пішак · d6 чорний король · e6 білий пішак · f6 білий ферзь · a5 біла тура · b5 білий пішак · e5 чорний кінь · f5 чорний кінь · d3 чорний ферзь · g3 білий кінь · h3 білий король · e2 чорна тура · g2 білий слон · d1 біла тура · f1 чорна тура · g1 білий слон | a8 чорний слон · d8 білий кінь · c7 чорний пішак · c6 чорний пішак · d6 чорний король · e6 білий пішак · f6 білий ферзь · a5 біла тура · b5 білий пішак · e5 чорний кінь · f5 чорний кінь · d3 чорний ферзь · g3 білий кінь · h3 білий король · e2 чорна тура · g2 білий слон · d1 біла тура · f1 чорна тура · g1 білий слон | a8 чорний слон · d8 білий кінь · c7 чорний пішак · c6 чорний пішак · d6 чорний король · e6 білий пішак · f6 білий ферзь · a5 біла тура · b5 білий пішак · e5 чорний кінь · f5 чорний кінь · d3 чорний ферзь · g3 білий кінь · h3 білий король · e2 чорна тура · g2 білий слон · d1 біла тура · f1 чорна тура · g1 білий слон | a8 чорний слон · d8 білий кінь · c7 чорний пішак · c6 чорний пішак · d6 чорний король · e6 білий пішак · f6 білий ферзь · a5 біла тура · b5 білий пішак · e5 чорний кінь · f5 чорний кінь · d3 чорний ферзь · g3 білий кінь · h3 білий король · e2 чорна тура · g2 білий слон · d1 біла тура · f1 чорна тура · g1 білий слон | a8 чорний слон · d8 білий кінь · c7 чорний пішак · c6 чорний пішак · d6 чорний король · e6 білий пішак · f6 білий ферзь · a5 біла тура · b5 білий пішак · e5 чорний кінь · f5 чорний кінь · d3 чорний ферзь · g3 білий кінь · h3 білий король · e2 чорна тура · g2 білий слон · d1 біла тура · f1 чорна тура · g1 білий слон | a8 чорний слон · d8 білий кінь · c7 чорний пішак · c6 чорний пішак · d6 чорний король · e6 білий пішак · f6 білий ферзь · a5 біла тура · b5 білий пішак · e5 чорний кінь · f5 чорний кінь · d3 чорний ферзь · g3 білий кінь · h3 білий король · e2 чорна тура · g2 білий слон · d1 біла тура · f1 чорна тура · g1 білий слон | 3 |
| 2 | a8 чорний слон · d8 білий кінь · c7 чорний пішак · c6 чорний пішак · d6 чорний король · e6 білий пішак · f6 білий ферзь · a5 біла тура · b5 білий пішак · e5 чорний кінь · f5 чорний кінь · d3 чорний ферзь · g3 білий кінь · h3 білий король · e2 чорна тура · g2 білий слон · d1 біла тура · f1 чорна тура · g1 білий слон | a8 чорний слон · d8 білий кінь · c7 чорний пішак · c6 чорний пішак · d6 чорний король · e6 білий пішак · f6 білий ферзь · a5 біла тура · b5 білий пішак · e5 чорний кінь · f5 чорний кінь · d3 чорний ферзь · g3 білий кінь · h3 білий король · e2 чорна тура · g2 білий слон · d1 біла тура · f1 чорна тура · g1 білий слон | a8 чорний слон · d8 білий кінь · c7 чорний пішак · c6 чорний пішак · d6 чорний король · e6 білий пішак · f6 білий ферзь · a5 біла тура · b5 білий пішак · e5 чорний кінь · f5 чорний кінь · d3 чорний ферзь · g3 білий кінь · h3 білий король · e2 чорна тура · g2 білий слон · d1 біла тура · f1 чорна тура · g1 білий слон | a8 чорний слон · d8 білий кінь · c7 чорний пішак · c6 чорний пішак · d6 чорний король · e6 білий пішак · f6 білий ферзь · a5 біла тура · b5 білий пішак · e5 чорний кінь · f5 чорний кінь · d3 чорний ферзь · g3 білий кінь · h3 білий король · e2 чорна тура · g2 білий слон · d1 біла тура · f1 чорна тура · g1 білий слон | a8 чорний слон · d8 білий кінь · c7 чорний пішак · c6 чорний пішак · d6 чорний король · e6 білий пішак · f6 білий ферзь · a5 біла тура · b5 білий пішак · e5 чорний кінь · f5 чорний кінь · d3 чорний ферзь · g3 білий кінь · h3 білий король · e2 чорна тура · g2 білий слон · d1 біла тура · f1 чорна тура · g1 білий слон | a8 чорний слон · d8 білий кінь · c7 чорний пішак · c6 чорний пішак · d6 чорний король · e6 білий пішак · f6 білий ферзь · a5 біла тура · b5 білий пішак · e5 чорний кінь · f5 чорний кінь · d3 чорний ферзь · g3 білий кінь · h3 білий король · e2 чорна тура · g2 білий слон · d1 біла тура · f1 чорна тура · g1 білий слон | a8 чорний слон · d8 білий кінь · c7 чорний пішак · c6 чорний пішак · d6 чорний король · e6 білий пішак · f6 білий ферзь · a5 біла тура · b5 білий пішак · e5 чорний кінь · f5 чорний кінь · d3 чорний ферзь · g3 білий кінь · h3 білий король · e2 чорна тура · g2 білий слон · d1 біла тура · f1 чорна тура · g1 білий слон | a8 чорний слон · d8 білий кінь · c7 чорний пішак · c6 чорний пішак · d6 чорний король · e6 білий пішак · f6 білий ферзь · a5 біла тура · b5 білий пішак · e5 чорний кінь · f5 чорний кінь · d3 чорний ферзь · g3 білий кінь · h3 білий король · e2 чорна тура · g2 білий слон · d1 біла тура · f1 чорна тура · g1 білий слон | 2 |
| 1 | a8 чорний слон · d8 білий кінь · c7 чорний пішак · c6 чорний пішак · d6 чорний король · e6 білий пішак · f6 білий ферзь · a5 біла тура · b5 білий пішак · e5 чорний кінь · f5 чорний кінь · d3 чорний ферзь · g3 білий кінь · h3 білий король · e2 чорна тура · g2 білий слон · d1 біла тура · f1 чорна тура · g1 білий слон | a8 чорний слон · d8 білий кінь · c7 чорний пішак · c6 чорний пішак · d6 чорний король · e6 білий пішак · f6 білий ферзь · a5 біла тура · b5 білий пішак · e5 чорний кінь · f5 чорний кінь · d3 чорний ферзь · g3 білий кінь · h3 білий король · e2 чорна тура · g2 білий слон · d1 біла тура · f1 чорна тура · g1 білий слон | a8 чорний слон · d8 білий кінь · c7 чорний пішак · c6 чорний пішак · d6 чорний король · e6 білий пішак · f6 білий ферзь · a5 біла тура · b5 білий пішак · e5 чорний кінь · f5 чорний кінь · d3 чорний ферзь · g3 білий кінь · h3 білий король · e2 чорна тура · g2 білий слон · d1 біла тура · f1 чорна тура · g1 білий слон | a8 чорний слон · d8 білий кінь · c7 чорний пішак · c6 чорний пішак · d6 чорний король · e6 білий пішак · f6 білий ферзь · a5 біла тура · b5 білий пішак · e5 чорний кінь · f5 чорний кінь · d3 чорний ферзь · g3 білий кінь · h3 білий король · e2 чорна тура · g2 білий слон · d1 біла тура · f1 чорна тура · g1 білий слон | a8 чорний слон · d8 білий кінь · c7 чорний пішак · c6 чорний пішак · d6 чорний король · e6 білий пішак · f6 білий ферзь · a5 біла тура · b5 білий пішак · e5 чорний кінь · f5 чорний кінь · d3 чорний ферзь · g3 білий кінь · h3 білий король · e2 чорна тура · g2 білий слон · d1 біла тура · f1 чорна тура · g1 білий слон | a8 чорний слон · d8 білий кінь · c7 чорний пішак · c6 чорний пішак · d6 чорний король · e6 білий пішак · f6 білий ферзь · a5 біла тура · b5 білий пішак · e5 чорний кінь · f5 чорний кінь · d3 чорний ферзь · g3 білий кінь · h3 білий король · e2 чорна тура · g2 білий слон · d1 біла тура · f1 чорна тура · g1 білий слон | a8 чорний слон · d8 білий кінь · c7 чорний пішак · c6 чорний пішак · d6 чорний король · e6 білий пішак · f6 білий ферзь · a5 біла тура · b5 білий пішак · e5 чорний кінь · f5 чорний кінь · d3 чорний ферзь · g3 білий кінь · h3 білий король · e2 чорна тура · g2 білий слон · d1 біла тура · f1 чорна тура · g1 білий слон | a8 чорний слон · d8 білий кінь · c7 чорний пішак · c6 чорний пішак · d6 чорний король · e6 білий пішак · f6 білий ферзь · a5 біла тура · b5 білий пішак · e5 чорний кінь · f5 чорний кінь · d3 чорний ферзь · g3 білий кінь · h3 білий король · e2 чорна тура · g2 білий слон · d1 біла тура · f1 чорна тура · g1 білий слон | 1 |
|   | a | b | c | d | e | f | g | h |   |

FEN: b2N4/2p5/2pkPQ2/RP2nn2/8/3q2NK/4r1B1/3R1rB1

1. bc! ~ 2. Lc5, e7#
1. ... Se3 2. Se4#
1. ... Sf3 2. Sxf5#
- — - — - — -
1. ... Sd7 2. Sf7#
1. ... Sd4 2. Rd5#
Пройшло чергування: в першому тематичному варіанті чорні відкривають лінію «f» і перекривають лінію «е», а в другому варіанті навпаки — відкривають лінію «е» і перекривають лінію «f».

## Тема в кооперативному жанрі
|   | a | b | c | d | e | f | g | h |   |
| 8 | a8 білий король · f7 білий кінь · g7 чорний пішак · e6 чорний пішак · f5 чорний король · g5 чорний пішак · a4 чорний пішак · g4 чорний пішак · h4 білий пішак · b3 чорний пішак · d3 чорний кінь · e3 чорний пішак · a2 чорна тура · f2 чорний кінь · b1 білий слон · e1 чорна тура · f1 біла тура | a8 білий король · f7 білий кінь · g7 чорний пішак · e6 чорний пішак · f5 чорний король · g5 чорний пішак · a4 чорний пішак · g4 чорний пішак · h4 білий пішак · b3 чорний пішак · d3 чорний кінь · e3 чорний пішак · a2 чорна тура · f2 чорний кінь · b1 білий слон · e1 чорна тура · f1 біла тура | a8 білий король · f7 білий кінь · g7 чорний пішак · e6 чорний пішак · f5 чорний король · g5 чорний пішак · a4 чорний пішак · g4 чорний пішак · h4 білий пішак · b3 чорний пішак · d3 чорний кінь · e3 чорний пішак · a2 чорна тура · f2 чорний кінь · b1 білий слон · e1 чорна тура · f1 біла тура | a8 білий король · f7 білий кінь · g7 чорний пішак · e6 чорний пішак · f5 чорний король · g5 чорний пішак · a4 чорний пішак · g4 чорний пішак · h4 білий пішак · b3 чорний пішак · d3 чорний кінь · e3 чорний пішак · a2 чорна тура · f2 чорний кінь · b1 білий слон · e1 чорна тура · f1 біла тура | a8 білий король · f7 білий кінь · g7 чорний пішак · e6 чорний пішак · f5 чорний король · g5 чорний пішак · a4 чорний пішак · g4 чорний пішак · h4 білий пішак · b3 чорний пішак · d3 чорний кінь · e3 чорний пішак · a2 чорна тура · f2 чорний кінь · b1 білий слон · e1 чорна тура · f1 біла тура | a8 білий король · f7 білий кінь · g7 чорний пішак · e6 чорний пішак · f5 чорний король · g5 чорний пішак · a4 чорний пішак · g4 чорний пішак · h4 білий пішак · b3 чорний пішак · d3 чорний кінь · e3 чорний пішак · a2 чорна тура · f2 чорний кінь · b1 білий слон · e1 чорна тура · f1 біла тура | a8 білий король · f7 білий кінь · g7 чорний пішак · e6 чорний пішак · f5 чорний король · g5 чорний пішак · a4 чорний пішак · g4 чорний пішак · h4 білий пішак · b3 чорний пішак · d3 чорний кінь · e3 чорний пішак · a2 чорна тура · f2 чорний кінь · b1 білий слон · e1 чорна тура · f1 біла тура | a8 білий король · f7 білий кінь · g7 чорний пішак · e6 чорний пішак · f5 чорний король · g5 чорний пішак · a4 чорний пішак · g4 чорний пішак · h4 білий пішак · b3 чорний пішак · d3 чорний кінь · e3 чорний пішак · a2 чорна тура · f2 чорний кінь · b1 білий слон · e1 чорна тура · f1 біла тура | 8 |
| 7 | a8 білий король · f7 білий кінь · g7 чорний пішак · e6 чорний пішак · f5 чорний король · g5 чорний пішак · a4 чорний пішак · g4 чорний пішак · h4 білий пішак · b3 чорний пішак · d3 чорний кінь · e3 чорний пішак · a2 чорна тура · f2 чорний кінь · b1 білий слон · e1 чорна тура · f1 біла тура | a8 білий король · f7 білий кінь · g7 чорний пішак · e6 чорний пішак · f5 чорний король · g5 чорний пішак · a4 чорний пішак · g4 чорний пішак · h4 білий пішак · b3 чорний пішак · d3 чорний кінь · e3 чорний пішак · a2 чорна тура · f2 чорний кінь · b1 білий слон · e1 чорна тура · f1 біла тура | a8 білий король · f7 білий кінь · g7 чорний пішак · e6 чорний пішак · f5 чорний король · g5 чорний пішак · a4 чорний пішак · g4 чорний пішак · h4 білий пішак · b3 чорний пішак · d3 чорний кінь · e3 чорний пішак · a2 чорна тура · f2 чорний кінь · b1 білий слон · e1 чорна тура · f1 біла тура | a8 білий король · f7 білий кінь · g7 чорний пішак · e6 чорний пішак · f5 чорний король · g5 чорний пішак · a4 чорний пішак · g4 чорний пішак · h4 білий пішак · b3 чорний пішак · d3 чорний кінь · e3 чорний пішак · a2 чорна тура · f2 чорний кінь · b1 білий слон · e1 чорна тура · f1 біла тура | a8 білий король · f7 білий кінь · g7 чорний пішак · e6 чорний пішак · f5 чорний король · g5 чорний пішак · a4 чорний пішак · g4 чорний пішак · h4 білий пішак · b3 чорний пішак · d3 чорний кінь · e3 чорний пішак · a2 чорна тура · f2 чорний кінь · b1 білий слон · e1 чорна тура · f1 біла тура | a8 білий король · f7 білий кінь · g7 чорний пішак · e6 чорний пішак · f5 чорний король · g5 чорний пішак · a4 чорний пішак · g4 чорний пішак · h4 білий пішак · b3 чорний пішак · d3 чорний кінь · e3 чорний пішак · a2 чорна тура · f2 чорний кінь · b1 білий слон · e1 чорна тура · f1 біла тура | a8 білий король · f7 білий кінь · g7 чорний пішак · e6 чорний пішак · f5 чорний король · g5 чорний пішак · a4 чорний пішак · g4 чорний пішак · h4 білий пішак · b3 чорний пішак · d3 чорний кінь · e3 чорний пішак · a2 чорна тура · f2 чорний кінь · b1 білий слон · e1 чорна тура · f1 біла тура | a8 білий король · f7 білий кінь · g7 чорний пішак · e6 чорний пішак · f5 чорний король · g5 чорний пішак · a4 чорний пішак · g4 чорний пішак · h4 білий пішак · b3 чорний пішак · d3 чорний кінь · e3 чорний пішак · a2 чорна тура · f2 чорний кінь · b1 білий слон · e1 чорна тура · f1 біла тура | 7 |
| 6 | a8 білий король · f7 білий кінь · g7 чорний пішак · e6 чорний пішак · f5 чорний король · g5 чорний пішак · a4 чорний пішак · g4 чорний пішак · h4 білий пішак · b3 чорний пішак · d3 чорний кінь · e3 чорний пішак · a2 чорна тура · f2 чорний кінь · b1 білий слон · e1 чорна тура · f1 біла тура | a8 білий король · f7 білий кінь · g7 чорний пішак · e6 чорний пішак · f5 чорний король · g5 чорний пішак · a4 чорний пішак · g4 чорний пішак · h4 білий пішак · b3 чорний пішак · d3 чорний кінь · e3 чорний пішак · a2 чорна тура · f2 чорний кінь · b1 білий слон · e1 чорна тура · f1 біла тура | a8 білий король · f7 білий кінь · g7 чорний пішак · e6 чорний пішак · f5 чорний король · g5 чорний пішак · a4 чорний пішак · g4 чорний пішак · h4 білий пішак · b3 чорний пішак · d3 чорний кінь · e3 чорний пішак · a2 чорна тура · f2 чорний кінь · b1 білий слон · e1 чорна тура · f1 біла тура | a8 білий король · f7 білий кінь · g7 чорний пішак · e6 чорний пішак · f5 чорний король · g5 чорний пішак · a4 чорний пішак · g4 чорний пішак · h4 білий пішак · b3 чорний пішак · d3 чорний кінь · e3 чорний пішак · a2 чорна тура · f2 чорний кінь · b1 білий слон · e1 чорна тура · f1 біла тура | a8 білий король · f7 білий кінь · g7 чорний пішак · e6 чорний пішак · f5 чорний король · g5 чорний пішак · a4 чорний пішак · g4 чорний пішак · h4 білий пішак · b3 чорний пішак · d3 чорний кінь · e3 чорний пішак · a2 чорна тура · f2 чорний кінь · b1 білий слон · e1 чорна тура · f1 біла тура | a8 білий король · f7 білий кінь · g7 чорний пішак · e6 чорний пішак · f5 чорний король · g5 чорний пішак · a4 чорний пішак · g4 чорний пішак · h4 білий пішак · b3 чорний пішак · d3 чорний кінь · e3 чорний пішак · a2 чорна тура · f2 чорний кінь · b1 білий слон · e1 чорна тура · f1 біла тура | a8 білий король · f7 білий кінь · g7 чорний пішак · e6 чорний пішак · f5 чорний король · g5 чорний пішак · a4 чорний пішак · g4 чорний пішак · h4 білий пішак · b3 чорний пішак · d3 чорний кінь · e3 чорний пішак · a2 чорна тура · f2 чорний кінь · b1 білий слон · e1 чорна тура · f1 біла тура | a8 білий король · f7 білий кінь · g7 чорний пішак · e6 чорний пішак · f5 чорний король · g5 чорний пішак · a4 чорний пішак · g4 чорний пішак · h4 білий пішак · b3 чорний пішак · d3 чорний кінь · e3 чорний пішак · a2 чорна тура · f2 чорний кінь · b1 білий слон · e1 чорна тура · f1 біла тура | 6 |
| 5 | a8 білий король · f7 білий кінь · g7 чорний пішак · e6 чорний пішак · f5 чорний король · g5 чорний пішак · a4 чорний пішак · g4 чорний пішак · h4 білий пішак · b3 чорний пішак · d3 чорний кінь · e3 чорний пішак · a2 чорна тура · f2 чорний кінь · b1 білий слон · e1 чорна тура · f1 біла тура | a8 білий король · f7 білий кінь · g7 чорний пішак · e6 чорний пішак · f5 чорний король · g5 чорний пішак · a4 чорний пішак · g4 чорний пішак · h4 білий пішак · b3 чорний пішак · d3 чорний кінь · e3 чорний пішак · a2 чорна тура · f2 чорний кінь · b1 білий слон · e1 чорна тура · f1 біла тура | a8 білий король · f7 білий кінь · g7 чорний пішак · e6 чорний пішак · f5 чорний король · g5 чорний пішак · a4 чорний пішак · g4 чорний пішак · h4 білий пішак · b3 чорний пішак · d3 чорний кінь · e3 чорний пішак · a2 чорна тура · f2 чорний кінь · b1 білий слон · e1 чорна тура · f1 біла тура | a8 білий король · f7 білий кінь · g7 чорний пішак · e6 чорний пішак · f5 чорний король · g5 чорний пішак · a4 чорний пішак · g4 чорний пішак · h4 білий пішак · b3 чорний пішак · d3 чорний кінь · e3 чорний пішак · a2 чорна тура · f2 чорний кінь · b1 білий слон · e1 чорна тура · f1 біла тура | a8 білий король · f7 білий кінь · g7 чорний пішак · e6 чорний пішак · f5 чорний король · g5 чорний пішак · a4 чорний пішак · g4 чорний пішак · h4 білий пішак · b3 чорний пішак · d3 чорний кінь · e3 чорний пішак · a2 чорна тура · f2 чорний кінь · b1 білий слон · e1 чорна тура · f1 біла тура | a8 білий король · f7 білий кінь · g7 чорний пішак · e6 чорний пішак · f5 чорний король · g5 чорний пішак · a4 чорний пішак · g4 чорний пішак · h4 білий пішак · b3 чорний пішак · d3 чорний кінь · e3 чорний пішак · a2 чорна тура · f2 чорний кінь · b1 білий слон · e1 чорна тура · f1 біла тура | a8 білий король · f7 білий кінь · g7 чорний пішак · e6 чорний пішак · f5 чорний король · g5 чорний пішак · a4 чорний пішак · g4 чорний пішак · h4 білий пішак · b3 чорний пішак · d3 чорний кінь · e3 чорний пішак · a2 чорна тура · f2 чорний кінь · b1 білий слон · e1 чорна тура · f1 біла тура | a8 білий король · f7 білий кінь · g7 чорний пішак · e6 чорний пішак · f5 чорний король · g5 чорний пішак · a4 чорний пішак · g4 чорний пішак · h4 білий пішак · b3 чорний пішак · d3 чорний кінь · e3 чорний пішак · a2 чорна тура · f2 чорний кінь · b1 білий слон · e1 чорна тура · f1 біла тура | 5 |
| 4 | a8 білий король · f7 білий кінь · g7 чорний пішак · e6 чорний пішак · f5 чорний король · g5 чорний пішак · a4 чорний пішак · g4 чорний пішак · h4 білий пішак · b3 чорний пішак · d3 чорний кінь · e3 чорний пішак · a2 чорна тура · f2 чорний кінь · b1 білий слон · e1 чорна тура · f1 біла тура | a8 білий король · f7 білий кінь · g7 чорний пішак · e6 чорний пішак · f5 чорний король · g5 чорний пішак · a4 чорний пішак · g4 чорний пішак · h4 білий пішак · b3 чорний пішак · d3 чорний кінь · e3 чорний пішак · a2 чорна тура · f2 чорний кінь · b1 білий слон · e1 чорна тура · f1 біла тура | a8 білий король · f7 білий кінь · g7 чорний пішак · e6 чорний пішак · f5 чорний король · g5 чорний пішак · a4 чорний пішак · g4 чорний пішак · h4 білий пішак · b3 чорний пішак · d3 чорний кінь · e3 чорний пішак · a2 чорна тура · f2 чорний кінь · b1 білий слон · e1 чорна тура · f1 біла тура | a8 білий король · f7 білий кінь · g7 чорний пішак · e6 чорний пішак · f5 чорний король · g5 чорний пішак · a4 чорний пішак · g4 чорний пішак · h4 білий пішак · b3 чорний пішак · d3 чорний кінь · e3 чорний пішак · a2 чорна тура · f2 чорний кінь · b1 білий слон · e1 чорна тура · f1 біла тура | a8 білий король · f7 білий кінь · g7 чорний пішак · e6 чорний пішак · f5 чорний король · g5 чорний пішак · a4 чорний пішак · g4 чорний пішак · h4 білий пішак · b3 чорний пішак · d3 чорний кінь · e3 чорний пішак · a2 чорна тура · f2 чорний кінь · b1 білий слон · e1 чорна тура · f1 біла тура | a8 білий король · f7 білий кінь · g7 чорний пішак · e6 чорний пішак · f5 чорний король · g5 чорний пішак · a4 чорний пішак · g4 чорний пішак · h4 білий пішак · b3 чорний пішак · d3 чорний кінь · e3 чорний пішак · a2 чорна тура · f2 чорний кінь · b1 білий слон · e1 чорна тура · f1 біла тура | a8 білий король · f7 білий кінь · g7 чорний пішак · e6 чорний пішак · f5 чорний король · g5 чорний пішак · a4 чорний пішак · g4 чорний пішак · h4 білий пішак · b3 чорний пішак · d3 чорний кінь · e3 чорний пішак · a2 чорна тура · f2 чорний кінь · b1 білий слон · e1 чорна тура · f1 біла тура | a8 білий король · f7 білий кінь · g7 чорний пішак · e6 чорний пішак · f5 чорний король · g5 чорний пішак · a4 чорний пішак · g4 чорний пішак · h4 білий пішак · b3 чорний пішак · d3 чорний кінь · e3 чорний пішак · a2 чорна тура · f2 чорний кінь · b1 білий слон · e1 чорна тура · f1 біла тура | 4 |
| 3 | a8 білий король · f7 білий кінь · g7 чорний пішак · e6 чорний пішак · f5 чорний король · g5 чорний пішак · a4 чорний пішак · g4 чорний пішак · h4 білий пішак · b3 чорний пішак · d3 чорний кінь · e3 чорний пішак · a2 чорна тура · f2 чорний кінь · b1 білий слон · e1 чорна тура · f1 біла тура | a8 білий король · f7 білий кінь · g7 чорний пішак · e6 чорний пішак · f5 чорний король · g5 чорний пішак · a4 чорний пішак · g4 чорний пішак · h4 білий пішак · b3 чорний пішак · d3 чорний кінь · e3 чорний пішак · a2 чорна тура · f2 чорний кінь · b1 білий слон · e1 чорна тура · f1 біла тура | a8 білий король · f7 білий кінь · g7 чорний пішак · e6 чорний пішак · f5 чорний король · g5 чорний пішак · a4 чорний пішак · g4 чорний пішак · h4 білий пішак · b3 чорний пішак · d3 чорний кінь · e3 чорний пішак · a2 чорна тура · f2 чорний кінь · b1 білий слон · e1 чорна тура · f1 біла тура | a8 білий король · f7 білий кінь · g7 чорний пішак · e6 чорний пішак · f5 чорний король · g5 чорний пішак · a4 чорний пішак · g4 чорний пішак · h4 білий пішак · b3 чорний пішак · d3 чорний кінь · e3 чорний пішак · a2 чорна тура · f2 чорний кінь · b1 білий слон · e1 чорна тура · f1 біла тура | a8 білий король · f7 білий кінь · g7 чорний пішак · e6 чорний пішак · f5 чорний король · g5 чорний пішак · a4 чорний пішак · g4 чорний пішак · h4 білий пішак · b3 чорний пішак · d3 чорний кінь · e3 чорний пішак · a2 чорна тура · f2 чорний кінь · b1 білий слон · e1 чорна тура · f1 біла тура | a8 білий король · f7 білий кінь · g7 чорний пішак · e6 чорний пішак · f5 чорний король · g5 чорний пішак · a4 чорний пішак · g4 чорний пішак · h4 білий пішак · b3 чорний пішак · d3 чорний кінь · e3 чорний пішак · a2 чорна тура · f2 чорний кінь · b1 білий слон · e1 чорна тура · f1 біла тура | a8 білий король · f7 білий кінь · g7 чорний пішак · e6 чорний пішак · f5 чорний король · g5 чорний пішак · a4 чорний пішак · g4 чорний пішак · h4 білий пішак · b3 чорний пішак · d3 чорний кінь · e3 чорний пішак · a2 чорна тура · f2 чорний кінь · b1 білий слон · e1 чорна тура · f1 біла тура | a8 білий король · f7 білий кінь · g7 чорний пішак · e6 чорний пішак · f5 чорний король · g5 чорний пішак · a4 чорний пішак · g4 чорний пішак · h4 білий пішак · b3 чорний пішак · d3 чорний кінь · e3 чорний пішак · a2 чорна тура · f2 чорний кінь · b1 білий слон · e1 чорна тура · f1 біла тура | 3 |
| 2 | a8 білий король · f7 білий кінь · g7 чорний пішак · e6 чорний пішак · f5 чорний король · g5 чорний пішак · a4 чорний пішак · g4 чорний пішак · h4 білий пішак · b3 чорний пішак · d3 чорний кінь · e3 чорний пішак · a2 чорна тура · f2 чорний кінь · b1 білий слон · e1 чорна тура · f1 біла тура | a8 білий король · f7 білий кінь · g7 чорний пішак · e6 чорний пішак · f5 чорний король · g5 чорний пішак · a4 чорний пішак · g4 чорний пішак · h4 білий пішак · b3 чорний пішак · d3 чорний кінь · e3 чорний пішак · a2 чорна тура · f2 чорний кінь · b1 білий слон · e1 чорна тура · f1 біла тура | a8 білий король · f7 білий кінь · g7 чорний пішак · e6 чорний пішак · f5 чорний король · g5 чорний пішак · a4 чорний пішак · g4 чорний пішак · h4 білий пішак · b3 чорний пішак · d3 чорний кінь · e3 чорний пішак · a2 чорна тура · f2 чорний кінь · b1 білий слон · e1 чорна тура · f1 біла тура | a8 білий король · f7 білий кінь · g7 чорний пішак · e6 чорний пішак · f5 чорний король · g5 чорний пішак · a4 чорний пішак · g4 чорний пішак · h4 білий пішак · b3 чорний пішак · d3 чорний кінь · e3 чорний пішак · a2 чорна тура · f2 чорний кінь · b1 білий слон · e1 чорна тура · f1 біла тура | a8 білий король · f7 білий кінь · g7 чорний пішак · e6 чорний пішак · f5 чорний король · g5 чорний пішак · a4 чорний пішак · g4 чорний пішак · h4 білий пішак · b3 чорний пішак · d3 чорний кінь · e3 чорний пішак · a2 чорна тура · f2 чорний кінь · b1 білий слон · e1 чорна тура · f1 біла тура | a8 білий король · f7 білий кінь · g7 чорний пішак · e6 чорний пішак · f5 чорний король · g5 чорний пішак · a4 чорний пішак · g4 чорний пішак · h4 білий пішак · b3 чорний пішак · d3 чорний кінь · e3 чорний пішак · a2 чорна тура · f2 чорний кінь · b1 білий слон · e1 чорна тура · f1 біла тура | a8 білий король · f7 білий кінь · g7 чорний пішак · e6 чорний пішак · f5 чорний король · g5 чорний пішак · a4 чорний пішак · g4 чорний пішак · h4 білий пішак · b3 чорний пішак · d3 чорний кінь · e3 чорний пішак · a2 чорна тура · f2 чорний кінь · b1 білий слон · e1 чорна тура · f1 біла тура | a8 білий король · f7 білий кінь · g7 чорний пішак · e6 чорний пішак · f5 чорний король · g5 чорний пішак · a4 чорний пішак · g4 чорний пішак · h4 білий пішак · b3 чорний пішак · d3 чорний кінь · e3 чорний пішак · a2 чорна тура · f2 чорний кінь · b1 білий слон · e1 чорна тура · f1 біла тура | 2 |
| 1 | a8 білий король · f7 білий кінь · g7 чорний пішак · e6 чорний пішак · f5 чорний король · g5 чорний пішак · a4 чорний пішак · g4 чорний пішак · h4 білий пішак · b3 чорний пішак · d3 чорний кінь · e3 чорний пішак · a2 чорна тура · f2 чорний кінь · b1 білий слон · e1 чорна тура · f1 біла тура | a8 білий король · f7 білий кінь · g7 чорний пішак · e6 чорний пішак · f5 чорний король · g5 чорний пішак · a4 чорний пішак · g4 чорний пішак · h4 білий пішак · b3 чорний пішак · d3 чорний кінь · e3 чорний пішак · a2 чорна тура · f2 чорний кінь · b1 білий слон · e1 чорна тура · f1 біла тура | a8 білий король · f7 білий кінь · g7 чорний пішак · e6 чорний пішак · f5 чорний король · g5 чорний пішак · a4 чорний пішак · g4 чорний пішак · h4 білий пішак · b3 чорний пішак · d3 чорний кінь · e3 чорний пішак · a2 чорна тура · f2 чорний кінь · b1 білий слон · e1 чорна тура · f1 біла тура | a8 білий король · f7 білий кінь · g7 чорний пішак · e6 чорний пішак · f5 чорний король · g5 чорний пішак · a4 чорний пішак · g4 чорний пішак · h4 білий пішак · b3 чорний пішак · d3 чорний кінь · e3 чорний пішак · a2 чорна тура · f2 чорний кінь · b1 білий слон · e1 чорна тура · f1 біла тура | a8 білий король · f7 білий кінь · g7 чорний пішак · e6 чорний пішак · f5 чорний король · g5 чорний пішак · a4 чорний пішак · g4 чорний пішак · h4 білий пішак · b3 чорний пішак · d3 чорний кінь · e3 чорний пішак · a2 чорна тура · f2 чорний кінь · b1 білий слон · e1 чорна тура · f1 біла тура | a8 білий король · f7 білий кінь · g7 чорний пішак · e6 чорний пішак · f5 чорний король · g5 чорний пішак · a4 чорний пішак · g4 чорний пішак · h4 білий пішак · b3 чорний пішак · d3 чорний кінь · e3 чорний пішак · a2 чорна тура · f2 чорний кінь · b1 білий слон · e1 чорна тура · f1 біла тура | a8 білий король · f7 білий кінь · g7 чорний пішак · e6 чорний пішак · f5 чорний король · g5 чорний пішак · a4 чорний пішак · g4 чорний пішак · h4 білий пішак · b3 чорний пішак · d3 чорний кінь · e3 чорний пішак · a2 чорна тура · f2 чорний кінь · b1 білий слон · e1 чорна тура · f1 біла тура | a8 білий король · f7 білий кінь · g7 чорний пішак · e6 чорний пішак · f5 чорний король · g5 чорний пішак · a4 чорний пішак · g4 чорний пішак · h4 білий пішак · b3 чорний пішак · d3 чорний кінь · e3 чорний пішак · a2 чорна тура · f2 чорний кінь · b1 білий слон · e1 чорна тура · f1 біла тура | 1 |
|   | a | b | c | d | e | f | g | h |   |

FEN: K7/5Np1/4p3/5kp1/p5pP/1p1np3/r4n2/1B2rR2
2 Sol

I  1...Bxa2 2.Sf4 hxg5 3.Sd1 Bb1# (MM)

II 1...Rxe1 2.Se4 h5 3.Sb2 Rf1#
В цій задачі тема Пароша проходить на другому ході чорних коней: в першій фазі хід — 2.Sf4 (відкривається лінія «b1-h8» і закривається лінія «f»), а в другій фазі хід — 2.Se4 (відкривається лінія «f» і закривається лінія «b1-h8»). На третіх ходах чорних коней проходить подвійний клапан. На першому і останньому ходах білих фігур проходить їх повернення. 